# Melàvoie
Melàvoie - Мелавое (rus) - és un poble de l'óblast de Bélgorod, a Rússia. El 2016 tenia 521 habitants. Pertany al districte (raion) de Gubkin.